# Barthold Suermondt

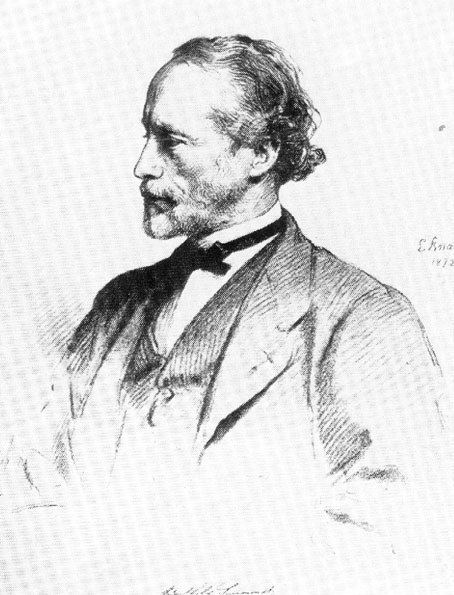
Barthold Suermondt

Barthold Suermondt (* 18. Mai 1818 in Utrecht; † 1. März 1887 in Aachen) war ein deutscher Unternehmer, Bankier, Kunstsammler und Mäzen.

## Leben und Wirken
Barthold Suermondt wurde 1818 als Sohn des Direktors der Koninklijke Nederlandse Munt Ĳman Dirk Christiaan Suermondt (1792–1871) und der Engländerin Elisabeth Twist (1796–1873) in Utrecht geboren. Er besuchte von 1834 bis 1836 die Berliner Bauakademie und stieg im Anschluss daran als Privatsekretär in das von John Cockerill geführte Cockerillwerk im belgischen Seraing ein, an dem bereits sein Vater als Anteilseigner beteiligt war. Nur ein Jahr später, 1837, wurde Suermondt mit der Verwaltung des hinterlassenen Vermögens des plötzlich verstorbenen James Cockerill, seines späteren Schwiegervaters und einem Bruder von John Cockerill, betraut. Nachdem er dann 1838 dessen Tochter Amalie Elisabeth Cockerill geheiratet hatte, wurden Suermondt und seine Brüder testamentarisch auch als Alleinerbe des kinderlosen John Cockerill eingesetzt. Noch im gleichen Jahr gehörte er zusammen mit John und posthum für dessen verstorbenen Bruder James Cockerill als Hauptkapitalgeber sowie mit Friedrich Thyssen, Ferdinand Pirlot und dem Bankhaus Sal. Oppenheim zu den Gründern der Metallurgischen Gesellschaft zu Stolberg, aus der später die Stolberger Zink entstand. Ferner war Suermondt an der Gründung der Vereinigungsgesellschaft für Steinkohlenbau im Wurmrevier beteiligt, als deren Präsident er später bis zu seinem Tode fungierte.
Durch den plötzlichen Tod von John Cockerill im Jahr 1840 übernahm Suermondt mit erst 22 Jahren die Cockerillwerke in Seraing und war gezwungen, diese zusammen mit dem amtierenden Direktor Konrad Gustav Pastor, einem direkten Vetter der Ehefrauen von John und James Cockerill, von Grund auf zu sanieren. Das Werk war durch die belgische Revolution von 1830 und die nachfolgende Wirtschafts- und Finanzkrise unweigerlich in die Liquidation geraten. Durch Abstoßung großer Besitzanteile gelang es ihnen, den Kern des Unternehmens zu retten und auf der Grundlage der Serainger Anlagen die „Société Anonyme des Etablissements John Cockerill“ zu bilden, kurz „S. A. Cockerill“, welche in den Folgejahren erneut zu einem Unternehmen von Weltruf aufstieg. In diesem neu strukturierten Unternehmen war Suermondt von 1842 bis 1846 und von 1882 bis 1887 Vorstandsmitglied und gehörte zwischenzeitlich von 1848 bis 1882 dem Aufsichtsrat an.
Darüber hinaus übernahm Suermondt ebenfalls 1840 von John Cockerill die Bergwerkkonzession für die Grube Wohlfahrt in Rescheid. Aber noch vor 1861 beendete er dort sein Engagement, nachdem die Grube wegen wirtschaftlicher Schwierigkeiten vom Bergamt vorübergehend geschlossen worden war. Ferner richtete er selbst 1847 eine Privatbank ein und war zusätzlich mit einer Aktienmehrheit an dem von seinem Sohn Robert Suermondt 1870 gegründeten Bankhaus Robert Suermondt & Cie beteiligt, in dem er bis zu seinem Tode im Aufsichtsrat saß. Außerdem gründete Barthold Suermondt im Mai 1870 in Paris noch die Société Anonyme Aciéries du Rhin, die 1872 in Rheinische Stahlwerke umfirmierte und in der er von 1870 bis 1878 das Amt des Aufsichtsratsvorsitzenden übernahm. Darüber hinaus leitete er das Bleibergwerk in Plombières, für das die Brüder John und James Cockerill 1825 die Konzession erhalten hatten, war Vorstandsmitglied in der 1853 von Friedrich Adolph Brüggemann gegründeten Aachener Rückversicherung und Mitglied in weiteren industriellen Unternehmen sowie im Stadtrat von Aachen. 
Noch in den letzten Jahren vor seinem Tod war Barthold Suermondt maßgeblich an den Verhandlungen mit der südrussischen Regierung beteiligt, um die in den Jahren 1877/1878 von den Rheinischen Stahlwerken, von Cockerill-Sambre in Seraing und von Roberts Schwiegervater Wilhelm Rau gegründeten Stahlwerke Towarzystwo Warzawskiej Fabryki Stali in Praga bei Warschau nach Russland zu verlegen, als diese wegen der russischen Zollpolitik unter Absatzschwierigkeiten litten. Sein Sohn Robert brachte diese Verhandlungen nach dem Tod des Vaters schließlich zu einem erfolgreichen Abschluss.

## Mäzenatentum
Barthold Suermondt war der erste große Stifter des heutigen Suermondt-Ludwig-Museums in Aachen. Um 1850 ließ er sich von Ludwig Knaus porträtieren. Sein stehendes Dreiviertelbild schmückt das Foyer des Suermondt-Ludwig-Museums. 1874 wurde ein großer Teil der Suermondt-Sammlung geschlossen an die Berliner Gemäldegalerie unter Leitung von Julius Meyer und Wilhelm von Bode verkauft, darunter bedeutende Werke von Jan van Eyck, Jan Vermeer, Frans Hals, Hans Holbein d. J., Peter Paul Rubens und Jan Steen. Einen anderen Teil seiner Privatsammlung, bestehend aus 104 wertvollen Gemälden, vermachte er 1882 der Stadt Aachen, wodurch der Bau des Suermondt-Museums ermöglicht wurde. Noch im gleichen Jahr wurde Suermondt zum Ehrenbürger der Stadt Aachen ernannt.

## Familie
Barthold Suermondt heiratete in erster Ehe im August 1838 Amalie Elisabeth Cockerill (1815–1859), Tochter von James Cockerill. 1848 ließ Suermondt von Karl Ferdinand Sohn ein Porträt seiner Frau malen. Aus dieser Ehe gingen sechs Söhne hervor, darunter der Montanindustrielle William Suermondt, der Bankdirektor Robert Suermondt und der Rittergutsbesitzer, Unternehmer sowie erfolgreiche Galoppreiter Henry Suermondt. Nach Amalies frühem Tod vermählte er sich in zweiter Ehe mit Nancy Haniel (1843–1896), Tochter des Montanunternehmers Max Haniel, die ihm noch je eine Tochter und einen Sohn gebar. Dieser Sohn, Otto Suermondt, tat es seinem Halbbruder Henry gleich und brachte es im Galoppsport auf zahlreiche bedeutende Siege. 
Barthold Suermondt besaß unter anderem in der Aachener Adalbertstraße ein stattliches Stadtpalais und erwarb darüber hinaus 1866 als Sommersitz das Waldgut Heidgen mit der Villa „Herfs Erb“ und einem 13ha großen Park im Aachener Süden gegenüber von Alt-Linzenshäuschen. Er verstarb 1887 in Folge körperlicher Überanstrengung nach einer Russlandreise und fand seine letzte Ruhestätte in der Familiengruft auf dem Aachener Westfriedhof.